# The Best of Dreams Another side
『The Best Of Dreams Another side』（ザ・ベスト・オブ・ドリームス アナザー・サイド）は、1991年3月21日に発売されたレベッカのベスト・アルバム。

## 概要
前年に発売されたベストアルバム『The Best of Dreams』の姉妹盤ともいえる作品。
初回プレス分は紫色のハードカバー仕様で、レベッカの来歴が記載されているメモリアルブックが付属している。

## 音楽性
1985年にミリオンセラーを記録したアルバム『REBECCA IV 〜Maybe Tomorrow〜』からの収録曲が多い。1988年に発売された「One More Kiss」などアルバム初収録となった楽曲もある。
12曲目の「I'd Start A Fire (English Version)」は、7枚目のアルバム『BLOND SAURUS』に収録されている「Naked Color」の英歌詞で、本作が初収録となった。

## 収録曲
| 全編曲: レベッカ。 |                                       |                 |            |       |
| #                  | タイトル                              | 作詞            | 作曲       | 時間  |
| 1.                 | 「ラブ パッション」                   | NOKKO           | 土橋安騎夫 | 4:32  |
| 2.                 | 「蜃気楼」                            | NOKKO           | 土橋安騎夫 | 4:50  |
| 3.                 | 「ガールズ ブラボー!」                | NOKKO           | 土橋安騎夫 | 3:38  |
| 4.                 | 「76th Star」                         | NOKKO・沢ちひろ | 土橋安騎夫 | 3:52  |
| 5.                 | 「London Boy」                        | 沢ちひろ        | 土橋安騎夫 | 4:31  |
| 6.                 | 「LONELY BUTTERFLY」                  | NOKKO           | 土橋安騎夫 | 4:37  |
| 7.                 | 「MOTOR DRIVE」                       | NOKKO           | 土橋安騎夫 | 3:48  |
| 8.                 | 「NERVOUS BUT GLAMOROUS」             | NOKKO           | 土橋安騎夫 | 4:42  |
| 9.                 | 「真夏の雨」                          | NOKKO           | 土橋安騎夫 | 6:32  |
| 10.                | 「TENSION LIVING WITH MUSCLE」        | NOKKO           | 土橋安騎夫 | 4:52  |
| 11.                | 「ONE MORE KISS」                     | NOKKO           | 土橋安騎夫 | 5:39  |
| 12.                | 「I'd Start A Fire」(English Version) | KIM O'LEARY     | 土橋安騎夫 | 4:53  |
| 13.                | 「光と影の誘惑」(Instrumental)        |                 | 高橋教之   | 4:14  |
| 合計時間:          | 合計時間:                             | 合計時間:       | 合計時間:  | 60:40 |